# سماء أحمد
سماء أحمد (مواليد 22 يوليو 1998) هي رياضيّة سباقات قوارب مصرية، مثّلت بلادها في الألعاب الأولمبية الصيفية 2020.

## المشاركة الأولمبية
| مصر (EGY)  | مصر (EGY) | مصر (EGY)                | مصر (EGY) | مصر (EGY) | مصر (EGY)   | مصر (EGY)   | مصر (EGY)   | مصر (EGY)   | مصر (EGY) | مصر (EGY) |
| الدورة     | الرياضيّة  | الحدث                    | التصفيات  | التصفيات  | ربع النهائي | ربع النهائي | نصف النهائي | نصف النهائي | النهائي   | النهائي   |
| الدورة     | الرياضيّة  | الحدث                    | الوقت     | الترتيب   | الوقت       | الترتيب     | الوقت       | الترتيب     | الوقت     | الترتيب   |
| ---------- | --------- | ------------------------ | --------- | --------- | ----------- | ----------- | ----------- | ----------- | --------- | --------- |
| طوكيو 2020 | سماء أحمد | ك–1 200 متر [الإنجليزية] | 47.272    | 7 ت       | 47.882      | 7           | لم تتأهل    | لم تتأهل    | لم تتأهل  | لم تتأهل  |
| طوكيو 2020 | سماء أحمد | ك–1 500 متر [الإنجليزية] | 2:13.007  | 7 ت       | 2:06.033    | 5           | لم تتأهل    | لم تتأهل    | لم تتأهل  | لم تتأهل  |

## روابط خارجية
سماء أحمد على موقع الاتحاد الدولي للكانو (الإنجليزية)
- سماء أحمد على موقع اللجنة الأولمبية الدولية (الإنجليزية)
- سماء أحمد على موقع أوليمبيديا (الإنجليزية)